# Phyllomyza equitans
Phyllomyza equitans is een vliegensoort uit de familie van de Milichiidae. De wetenschappelijke naam van de soort is voor het eerst geldig gepubliceerd in 1919 door Hendel.